# Опера у Копенхагену
Опера у Копенхагену (дан. Operaen på Holmen) је национална оперска кућа Данске и спада међу најмодерније оперске куће на свету. Изградња је коштала 2,5 милијарде ДКК ( око 380,000,000 УСД). Налази се на острву Холмен у централном Копенхагену.

## Историја
Фондација A.P. Møller og Hustru Chastine Mc-Kinney Møllers Fond til almene Formaal донирала је Оперу данској држави у августу 2000. године. (Арнолд Питер Милер (1876–1965) био је суоснивач компаније која је данас позната као Mærsk). Неке политичаре је вређала приватна донација, делимично и због тога што би се пуни трошкови пројекта могли одбити од пореза, што би практично приморало владу да купи зграду; али Фолкетинг (Дански парламент) и влада су то прихватили у јесен 2000. 
Архитекта Хенинг Ларсен (1925–2013) и инжењери компанија Ramboll Group A/S и Buro Happold и позоришни саветник Theaterplan дизајнирали су објекат. Акустику је дизајнирао Arup Acoustics, а Speirs and Major Associates  архитектонску расвету. A.P. Møller је имао коначну реч у дизајну зграде, додајући, између осталог, челик на стаклену фасаду. Изградња је започела у јуну 2001. године, а завршена је 1. октобра 2004. године. Отворена је 15. јануара 2005. у присуству бродског магната Mærsk Mc-Kinney Møller-а (1913–2012), данског премијера Андерса Фога Расмусена и краљице Маргарете II Данске. Тенор Пласидо Доминго гостовао је у улози Сигмунда у Вагнеровој опери Валкира 7. априла 2006.  

## Локација
Опера се налази у Копенхагену, насупрот главном замку Амалијенборг, дому данске краљевске породице, на обали поред луке. Опера је саграђена у складу са Амалијенборгом и Фредериковом  црквом (Frederiks Kirke), у народу познатом и као Мермерна црква (Marmorkirken), тако да ако неко стоји на главном улазу у Оперу, може видети Мермерну цркву изнад воде ка Амалијенборгу. Део острва на коме је саграђена Опера зове се Dokøen, што значи Острво дока. На само неколико метара западно од опере, још увек се могу видети стари док и црпна станица. 

## Карактеристике
Кућом управља Краљевско данско позориште и једна је од најбоље опремљених на свету. Има главну сцену са пет других, које су директно повезане. Позориште може да прими између 1492 и 1703 посетиоца, у зависности од величине оркестра. 1492 седишта су појединачно под углом како би се обезбедило најбоље искуство.
Оркестарска јама је једна од највећих у било којој оперској кући, са простором за 110 музичара; структура пружа одличан квалитет звука за оркестар. Ако се јама напуни, неки музичари се налазе одмах испод прочеља позорнице, што је међу неким члановима оркестра постало проблематично (према туристичким водичима из 2005. године), јер то повећава ниво звука, виши од прихватљивог у Данској. Међутим, надвишење је врло мало и власти су дозволиле да се то догоди.
Током изградње позоришта изведена су нека звучна испитивања са постављеном противпожарном завесом док су се на сцени изводили технички радови, али је велика пажња посвећена балансу између јаме и сцене. Ако је оркестар мали или га нема, јама се може покрити, а додатна седишта могу се додати у гледалиште.
Баш као и у старом Краљевском данском позоришту у Копенхагену, краљица има своју ложу на левој страни гледалишта, најближе сцени. Предворје је дизајнирано да буде угодно, засновано на истраживањима понашања на посетиоцима опере, максимизирајући површину зида за стајање уз њега, а истовремено пружајући поглед на цело предворје и један од најбољих погледа на Копенхаген. Обилазак са водичем обухвата већи део зграде, укључујући и гледалиште и закулисне просторе.

## 
Поред главне сцене, налази се и мала сцена за експериментално позориште, такозвано позориште „црна кутија или “Takkelloftet". Име је добила по оригиналном Takkelloftet, згради непосредно јужно од Опере дужине 280 метара и изграђеној између 1767. и 1772. године за чување ужади за морнарицу. Тако опера одржава везу са поморском историјом своје локације.
Све на сцени и у простору за публику је потпуно црно, а седишта за публику могу се лако уклонити како би се соба много лакше конфигурисала за алтернативне поставке. У овој сали има приближно 200 места. Takkelloftet има свој властити фоаје. У овој сали су неки зидови украшени истим кречњаком Jura Gelb као и спољашњост зграде. Ово камење је постављено на зид на начин који омогућава употребу камених плоча као својеврсног музичког инструмента само куцкањем по њима голим рукама.

## Иза бине
Опера има 6 главних позорница: 1 видљиву за публику и 5 за пробе и припрему сценографије. Садржи готово све што је потребно за оперу, балет и др, укључујући сценске лифтове, покретне балетске подове итд. Зграда укупно има 41.000 м² и 14 спратова, од којих је 5 испод земље. Садржи више од 1000 соба, укључујући велику оркестарску салу за пробе. Упркос луксузној опреми, има само око 1500 седишта, јер би већи број седишта ометао квалитет звука.
За разлику од старе опере у Копенхагену, уметницима је због њихове поузданости омогућено да лифтом иду из своје свлачионице на сцену. Међутим, свлачионице су даље од бине, што чини готово немогућим повратак због брзе промене костима. Пројектанти то нису узели у обзир, али овај проблем је решен изградњом привремених свлачионица у близини главне бине за брзе промене одеће или шминке.
Зграда омогућава излаз на највиши спрат, али је могуће сигурно ходати само јужном страном зграде (насупрот улазу). Ресторан за запослене налази се у овом делу, изолована од погледа јавности.

## Архитектура, уметност и декорација
Зграду је пројектовао архитекта Хенинг Ларсен у блиској и често проблематичној сарадњи са Mærsk Mc-Kinney Møller-ом. Mærsk је лично тестирао седишта и материјале, посетио је многа места у свету како би видео како су изграђене зграде опере и како изгледају грађевински материјали након што су временом били изложени временским утицајима. Хенинг Ларсен, с друге стране, покушавао је да осигура да се изворне архитектонске идеје спроведу кроз процес градње, посебно у погледу великог прочеља стаклене површине, што је постало питање велике контраверзе и накнадног компромиса.
Спољашњост зграде обложена је кречњаком Jura Gelb, копаним у Немачкој. Мостови конструисани за приступ згради направљени су од храстових стабала засађених у 19. веку како би се заменила национална флота која је изгубљена бомбардовањем Копенхагена у септембру 1807. године. Предња страна зграде првобитно је била пројектована са великим стакленим плочама, међутим, Mærsk је нагласио да стакло не стари добро, па је фасада промењена у металну решетку. Предњу фасаду зграде пројектовали су и изградили аустријски специјалисти за фасаде Waagner-Biro.
Под фоајеа је обложен сицилијанским Перлатино мермером. У средишњем фоајеу налазе се три сферна лустера која је креирао исландски уметник Олафур Елиасон. Сваки лустер се састоји од неколико комада стакла, који су полупропусни и омогућавају пролазак дела светлости, а део се рефлектује, што се мења када се гледа из различитих углова. Дизајнер и уметник Пер Арнолди дизајнирао је логотип за оперу, видљив на мермерном поду одмах унутар улаза. Сликар и вајар Пер Киркеби (1938–2018) створио је четири бронзана рељефа за зид гледалишта, одмах испод дела од јаворовог дрвета. Пер Арнолди је такође дизајнирао Предњу завесу за главну сцену, направљену од више нити у боји, стварајући тродимензионални ефекат, који се не репродукује добро на фотографијама.   
Стражњи зид предворја и балкони су од јавора. Првобитна намера архитеката била је да дрво изгледа као код старе виолине. Међутим, коришћење исте технике било би прескупо. Уместо тога, покушали су да имитирају боју користећи традиционалније технике бојења, а резултат је врло близу (званична почетна страница каже другачије, али водичи у Опери причају ову причу). Због наранџасте боје и свог облика, локално становништво га назива бундева.
Плафон гледалишта позлаћен је са око 105.000 листова готово чистих златних листова. Под у главном гледалишту је од димљеног храста. 

## Контраверза
После инаугурације Опере, архитекта Хенинг Ларсен предузео је необичан корак да напише критичку књигу о згради и како је саграђена. Ларсен се овде дистанцира од Опере и назива је „маузолејем“ за Mærsk Mc-Kinney Møller-а. И у Данској и на међународном плану необично је да архитекта објављује тако омаловажавајућу критику једне од својих зграда и власника који је наручио посао. Хенинг Ларсен био је дубоко и искрено увређен начином на који се Mærsk Mc-Kinney Møller односио према њему и његовој згради, што књига детаљно документује. Као таква, књига је редак и занимљив документ како у архитектонском тако и у културно-историјском погледу.